# Даглас DC-4
Даглас DC-4 (енгл. Douglas DC-2) је био путничко-транспортни четворомоторни авион металне конструкције за превоз 86 путника кога је производила фирма Даглас почевши од 1939. па до 1947. године. Пројектован је на основу експерименталног DC-4Е а наследио га је његов светски познат DC-6.

## Пројектовање и развој
Авион Даглас DC-4 је настао на захтев ваздухопловне компаније United Airlines 1935. године, која је желела авион намењен дуголинијском саобраћају са повећаним бројем путника. Са друге стране Даглас је желео да допуни свој производни програм већин авионом од тада већ веома успешног Даглас . На основу тога настао је авион Даглас DC-4Е који је имао крила сличне геометрије као и авион Даглас DC-3 (коса нападна ивица крила а скоро потпуно равна задња ивица), знатно већи пресек трупа, имао је три вертикална репна пераја која су обезбеђивала добру управљивост а смањену висину авиона тако да су се могли користити постојећи хангари (оваку конструкцију троструких вертикалних пераја је касније користио Локид за своје путничке авионе), увлачечећи стајни трап система трицикл са трећим точком у носу авиона уместо дотадашњи систем са трећим точком у репу авиона. 
Новина је била и да је авион имао константан попречни пресек трупа што му је омогућавало лако продужавање дужине (ово је коришћено касније код авиона наследника Даглас DC-6 и Даглас DC-7. Даглас DC-4Е је полетео 7. јуна 1938. а компанија United Airlines га је користила релативно без проблема. Авион је по својој конструкцији и опремљености ишао испред свога времена имао је читав низ иновација, кабина под притиском, климатизација, електрични системи наизменичне струје, побољшан систем контроле лета итд. 
Авио-компаније тада због високих трошкова и компликованости одржавања захтевале су једноставнији и јефтинији авион са повећаним бројем путника, а избијање Другог светског рата је убрзао рад на томе. Извршен је редизајн авиона Даглас DC-4Е, одбачено је троструко репно пераје, извршена промена геометрије крила и извршено поједностављење осталих помоћних система а авион добио ознаку Даглас DC-4, војна транспортна варијанта овог авиона је добила ознаку C-54 Skymaster и први пут је полетела 14. фебруара 1942. године

### Варијанте авиона Даглас
- - војна верзија авиона,
- - војна верзија авиона намењена америчкој морнарици,
- - посебна верзија ВИП путничког авиона назван „Света Крава“ био је први председнички авион за председника Френклин Д. Рузвелта,
- - послератна верзија путничког авиона,
- - послератна верзија теретног (карго) авиона,
- - послератна верзија путничког авиона које је правила Канада ер Canadair, били су опремлјени моторима Ролс Роис-Мерлин, 51 примерак ових авиона је имала кабине под притиском, популарни назив ових авиона је био „Аргонаут“,
- - од 1959. године произведено је 21 примерак овог авиона који је могао да превезе 22 путника и 5 аутомобила,

## Оперативно коришћење
Авион Даглас DC-4 произведен у 79 примерака у периоду од 1939. до 9. августа 1947. године, његова војна варијанта C-54 Skymaster је произведен у 1.163 примерака у периоду од 1942. од јануара месеца 1946. године. Након Другог светског рата преко 500 војних авиона C-54 Skymaster је прерађен у цивилне транспортне авионе и масовно су коришћени нарочито код чартер компанија. Одиграо је значајну улогу као војни транспортни авион у току рата а након рата масовно је учествовао у Берлинском ваздушном мосту. Из војне употребе је повучен 1960. године а из цивилне 2008. године. У току свог комерцијалоног живота авиона Даглас DC-4 је летео широм света, радо су га користиле авио-компаније у САД (PAA, Western, United Air Lines, United, American Arlines System, PSA, TWA, ONA, Nord American, Transocean, NAA), Канади (TCA, Bufalo Airways), Европи (BCPA, KLM, SAS, Swissair, Icelandair, SABENA), Аустралији(Qantas), Јужној Америци и Јужној Африци.

## Земље које су користиле овај авион
| - Аргентина - Куба - Колумбија - Бразил - Канада - Исланд - Индија - Мексико - Холандија - Јужна Африка - Јужна Кореја - Шведска - Швајцарска - САД |